# Mul Mantar

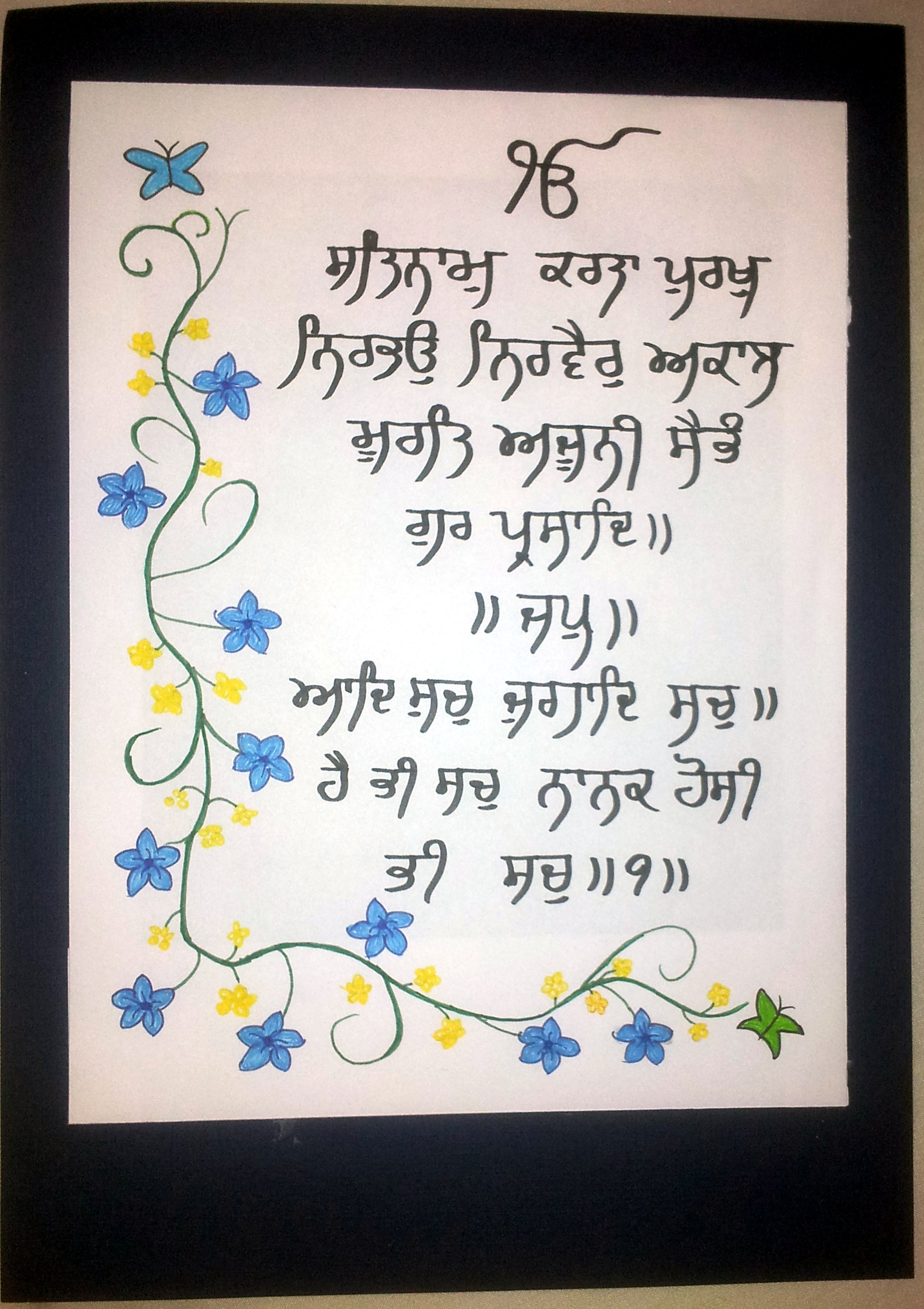
Mul Mantar (Mool Mantra)

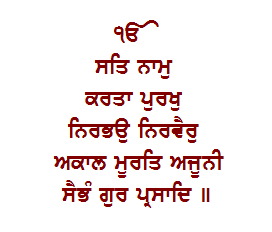
Maha Mantar geschrieben in Gurmukhi

Das Mul Mantar (Panjabi: ਮੂਲ ਮੰਤਰ, „Wurzelmantra“), anglisierende Schreibweise Mool Mantra, besteht aus den ersten Zeilen des Guru Granth Sahib, der heiligen Schrift des in Nordindien entstandenen Sikhismus. Der Überlieferung nach soll es von Guru Nanak ausgesprochen worden sein, nachdem er aus einer dreitägigen tiefen Trance unter Wasser zur Erleuchtung erwachte. Das Mul Mantar wird als die Essenz der spirituellen Lehren des Sikhismus angesehen. Der gesamte Guru Granth Sahib wird z. T. auch als Auslegung des Mul Mantar gedeutet.
Das traditionelle Mul Mantar besteht aus folgenden Worten:
Ek Ong Kaar, Sat Nam, Karta Purkh, Nirbhao, Nirvär, Akal Murat, Adschuni Säibhang, Gurprasaad. Dschap. Aad Satsch, Dschugad Satsch, Häi bhi satsch, Nanak Hosi bhi satsch.
ੴ ਸਤਿਨਾਮੁ ਕਰਤਾ ਪੁਰਖੁ ਨਿਰਭਉ ਨਿਰਵੈਰੁ ਅਕਾਲ ਮੂਰਤਿ ਅਜੂਨੀ ਸੈਭੰ ਗੁਰਪ੍ਰਸਾਦਿ ॥ ਜਪੁ ॥ ਆਦਿਸਚੁ ਜੁਗਾਦਿਸਚੁ ਹੈਭੀਸਚੁ ਨਾਨਕ ਹੋਸੀਭੀਸਚੁ॥੧॥
Bis Gurprasad wird es das "Maha Mantar" genannt: ੴ ਸਤਿ ਨਾਮੁ ਕਰਤਾ ਪੁਰਖੁ ਨਿਰਭਉ ਨਿਰਵੈਰੁ ਅਕਾਲ ਮੂਰਤਿ ਅਜੂਨੀ ਸੈਭੰ ਗੁਰ ਪ੍ਰਸਾਦਿ ॥ Das Mul Mantar wird seit der Amrit Taufe in den Khalsa Panth 1699 bis Nanak hosi bhi sach gelehrt. Die 5 Haupt Mantar sind in der traditionellen Gurmat Lehre. Manche Sikh Gruppierungen rezitieren nur bis Gurprasad (SGPC, AKJ, Sikhmissionaries)
1. Beej Mantar - Ik Ongkar
2. Maha Mantar - Ik Ongkar bis Gurparsad
3. Mool Mantar - Ik Ongkar bis Nanak Hosi Bhi Satsch
4. Mala Mantar - Japji Sahib
5. Gur Mantar -  Waheguru

Übersetzt bedeutet es etwa:
Gott ist Eins ohne Gegensatz, Er ist der Schöpfer, wahr ist sein Name, der Schöpfer von allem was ist, Er ist ohne Furcht, ohne Feindschaft, zeitlos ist seine Form, jenseits von Geburt und Tod, aus sich selbst heraus seiend, verstanden durch die Gnade des Guru. Rezitiere. Er existierte von Anbeginn, Er existierte vor Seiner Schöpfung und in allen vier Zeitaltern. Er ist hier und jetzt allgegenwärtig. Guru Nanak Dev sagt, der Schöpfer wird für immer und ewig existent und wahr sein.
Im Panjabi hat der Begriff Gott kein Geschlecht, so dass die Gottheit als weder männlich noch weiblich gedacht wird.
Das Mul Mantar ist der Anfang des Jap Ji Sahib, dem ersten der fünf täglichen Gebete, den Nitnem.